# Powiat Akan
Powiat Akan (jap. 阿寒郡 Akan-gun) – powiat w Japonii, w prefekturze Hokkaido, w podprefekturze Kushiro. W 2024 roku liczył 2508 mieszkańców.

## Miejscowości
- Tsurui